# Charity Elliott
Charity Dawn Elliott (született Shira; 1969. november 11. –) amerikai kosárlabdázó és kosárlabdaedző, 2021-től a Point Loma Sea Lions vezetőedzője.

## Játékosként
A Missouri állambeli Fair Grove középiskolájába járt, majd a Rice Egyetemen kosárlabdázott. 1989-ben átiratkozott a Délnyugat-missouri Állami Egyetemre (ma Missouri Állami Egyetem); az 1991–1992-es szezonban a csapat történelmében először a bajnokságon a legjobb négy közé jutott. Elliott pszichológia szakon szerzett alapdiplomát.

## Edzőként
1992-ben a Glendale Középiskola elsős lánycsapatának edzője, majd 1993-tól a San Diego State Aztecs edzőhelyettese volt. 1994 és 1996 között a Délnyugat-missouri Állami Egyetem, majd 1996 és 1999 között a Délnyugati Baptista Egyetem edzőhelyettese volt; ezalatt utóbbi intézményben tanárszakos mesterdiplomát szerzett.
1999–2000-ben az ausztrál South Adelaide Panthers, 2001 és 2003 között pedig a California Baptist Lancers vezetőedzője volt. Utóbbi csapat tíz vesztes szezon után 2002-ben 16–16-os eredményt ért el. 2004 és 2007 között a Portland State Vikings vezetőedzője volt; utolsó szezonjában a csapat kijutott a Big Sky Conference bajnokságára.
2007 és 2012 között a UC San Diego Tritons munkatársa, valamint az NCAA II-es divíziójának egyik legeredményesebb nőikosárlabda-vezetőedzője volt; 127–34-es eredményével a régióban az év edzőjének választották. A 2011–12-es szezonban a csapat hét héten át az ország legjobbja volt. Elliottot a WBCA és a CCAA is az év edzőjének választotta.
2012. április 3-án a Loyola Marymount Lions vezetőedzője lett; 2021. április 5-én lemondott, és a Point Loma Sea Lionshoz távozott.

## Családja
Férje Chris Elliott edző, aki a San Diego State Aztecsnél az 1993–1994-es szezon óta munkatársa volt.

## Eredményei vezetőedzőként
| Szezon                                                            | Eredmény                                                      | Eredmény                                                      | Helyezés                                                      | Továbbjutás                                                   |
| Szezon                                                            | Összesen                                                      | Konferencia                                                   | Helyezés                                                      | Továbbjutás                                                   |
| California Baptist Lancers (Golden State Athletic Conference)     | California Baptist Lancers (Golden State Athletic Conference) | California Baptist Lancers (Golden State Athletic Conference) | California Baptist Lancers (Golden State Athletic Conference) | California Baptist Lancers (Golden State Athletic Conference) |
| ----------------------------------------------------------------- | ------------------------------------------------------------- | ------------------------------------------------------------- | ------------------------------------------------------------- | ------------------------------------------------------------- |
| 2001–02                                                           | 12–19                                                         | 6–14                                                          | 9.                                                            | –                                                             |
| 2002–03                                                           | 16–16                                                         | 9–11                                                          | T–5.                                                          | –                                                             |
| Eredmény:                                                         | 28–35 (.444)                                                  | 15–25 (.375)                                                  | –                                                             | –                                                             |
| Portland State Vikings (Big Sky Conference)                       |                                                               |                                                               |                                                               |                                                               |
| 2004–05                                                           | 3–23                                                          | 1–13                                                          | 8.                                                            | –                                                             |
| 2005–06                                                           | 12–16                                                         | 6–8                                                           | 6.                                                            | –                                                             |
| 2006–07                                                           | 12–18                                                         | 8–8                                                           | T–5.                                                          | –                                                             |
| Eredmény:                                                         | 27–57 (.357)                                                  | 15–29 (.341)                                                  | –                                                             | –                                                             |
| UC San Diego Tritons (California Collegiate Athletic Association) |                                                               |                                                               |                                                               |                                                               |
| 2007–08                                                           | 25–10                                                         | 14–6                                                          | 3.                                                            | NCAA második kör                                              |
| 2008–09                                                           | 27–5                                                          | 19–1                                                          | 1.                                                            | NCAA második kör                                              |
| 2009–10                                                           | 25–5                                                          | 19–3                                                          | 1.                                                            | NCAA első kör                                                 |
| 2010–11                                                           | 20–11                                                         | 17–5                                                          | 3.                                                            | –                                                             |
| 2011–12                                                           | 30–3                                                          | 21–1                                                          | 1.                                                            | NCAA harmadik kör                                             |
| Eredmény:                                                         | 127–34 (.739)                                                 | 90–16 (.839)                                                  | –                                                             | –                                                             |
| Loyola Marymount Lions (West Coast Conference)                    |                                                               |                                                               |                                                               |                                                               |
| 2012–13                                                           | 13–18                                                         | 6–10                                                          | T–5.                                                          | –                                                             |
| 2013–14                                                           | 9–21                                                          | 6–12                                                          | T–7.                                                          | –                                                             |
| 2014–15                                                           | 7–24                                                          | 4–14                                                          | 8.                                                            | –                                                             |
| 2015–16                                                           | 11–20                                                         | 6–12                                                          | T–7.                                                          | –                                                             |
| 2016–17                                                           | 14–16                                                         | 9–9                                                           | T–5.                                                          | –                                                             |
| 2017–18                                                           | 19–11                                                         | 11–7                                                          | T–3.                                                          | –                                                             |
| 2018–19                                                           | 18–15                                                         | 10–8                                                          | T–5.                                                          | WNIT első kör                                                 |
| Eredmény:                                                         | 91–125 (.421)                                                 | 57–72 (.442)                                                  | –                                                             | –                                                             |
| Összesen:                                                         | 273–251 (.521)                                                | –                                                             | –                                                             | –                                                             |
| Jelmagyarázat: Konferenciaszezon-bajnok                           |                                                               |                                                               |                                                               |                                                               |

## Fordítás
- Ez a szócikk részben vagy egészben  a   Charity Elliott című angol Wikipédia-szócikk ezen változatának fordításán alapul.  Az eredeti cikk szerkesztőit annak laptörténete sorolja fel. Ez a jelzés csupán a megfogalmazás eredetét és a szerzői jogokat jelzi, nem szolgál a cikkben szereplő információk forrásmegjelöléseként.